# Ravni Dabar
Ravni Dabar je napušteno naselje u  Općini Karlobag, Ličko-senjska županija. Posljednji su stanovnici mjesto napustili oko 1980. U mjestu je do 1970. bila i škola koja je 1984. prenamijenjena u planinarski dom.

## Stanovništvo
Prema popisu stanovništva iz 2001. godine, naselje je imalo 0 stanovnika te obiteljskih kućanstava.
| broj stanovnika | 76    |       |       | 36    | 103   | 107   | 82    | 51    | 33    | 40    | 31    | 5     |       |       |       |       |       |
|                 | 1857. | 1869. | 1880. | 1890. | 1900. | 1910. | 1921. | 1931. | 1948. | 1953. | 1961. | 1971. | 1981. | 1991. | 2001. | 2011. | 2021. |